# 歐姆·普利
歐姆·普利，OBE（英語：Om Puri；1950年10月18日—2017年1月6日）是印度知名电影男演員。歐姆·普利除了商業電影之外也會出演非主流及藝術電影。他亦多次拍攝英國、美國和巴基斯坦的電影。
他曾两次榮獲印度國家電影獎的最佳男演員殊榮。普利其他知名的電影作品包括电影《Arohan》、《Ardh Satya》、《East Is East》、《偶滴神啊》、《小萝莉的猴神大叔》和《法律上的演員》。

## 外部連結
- 歐姆·普利在互联网电影资料库（IMDb）上的資料（英文）